# Schradera membranacea
Schradera membranacea är en måreväxtart som först beskrevs av George King, och fick sitt nu gällande namn av Puff, R.Buchner och J. Greimler. Schradera membranacea ingår i släktet Schradera och familjen måreväxter.

## Underarter
Arten delas in i följande underarter:
- S. m. flagellarioides
- S. m. membranacea
- S. m. parvifolia